# Cleistocactus erectispinus
Cleistocactus erectispinus ist eine Pflanzenart in der Gattung Cleistocactus aus der Familie der Kakteengewächse (Cactaceae). Das Artepitheton erectispinus leitet sich von den lateinischen Worten erectus für ‚aufrecht‘ sowie -spinus für ‚-bedornt‘ ab.

## Beschreibung
Cleistocactus erectispinus wächst mit niederliegenden bis aufgebogenen Trieben, die bei Durchmessern von bis 3 Zentimetern eine Länge von bis 60 Zentimetern erreichen. Es sind 16 Rippen vorhanden. Die dünnen, brüchigen Mitteldornen sind aufwärts gerichtet, gelb gespitzt und bis 3 Zentimeter lang. Die sehr zahlreichen, dünnen, abstehenden Randdornen sind bis 1,5 Millimeter lang.
Über die Blüten und die Früchte ist nichts bekannt.

## Verbreitung und Systematik
Cleistocactus erectispinus ist in der peruanischen Region Lima in einem Seitental des Río Huaura in Höhenlagen von 2000 bis 2400 Metern verbreitet.
Die Erstbeschreibung als Loxanthocereus erectispinus erfolgte 1956 durch Werner Rauh und Curt Backeberg. Carlos Ostolaza stellte die Art 2003 in die Gattung Cleistocactus. Ein nomenklatorisches Synonym ist Echinopsis erectispina (Rauh & Backeb.) Molinari (2015).
Cleistocactus erectispinus ist möglicherweise eine natürliche Hybride zwischen den Gattungen Cleistocactus und Espostoa.

## Nachweise